# Wang Kemin

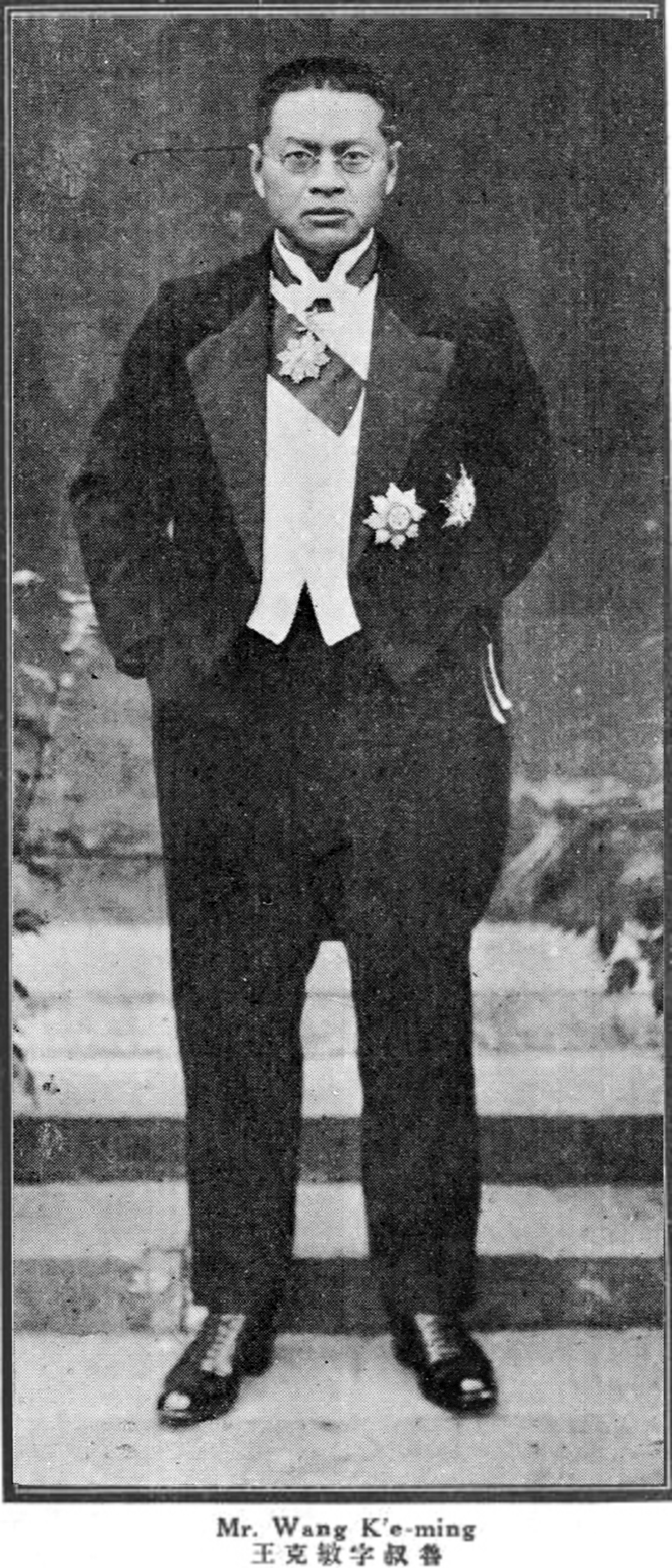
Wang Kemin durant l'époque du gouvernement de Pékin

Wang Kemin (王克敏, 4 mai 1879 - 25 décembre 1945) est un homme politique chinois qui fut chef du mouvement républicain et du gouvernement de Beiyang, avant de devenir membre du gouvernement national réorganisé de la République de Chine collaborationniste.

## Biographie
Wang est né à Hangzhou au Zhejiang. En 1901, il est envoyé par le gouvernement de la dynastie Qing au Japon pour étudier les sciences économiques occidentales et devient attaché à l'ambassade chinoise de Tokyo. Après son retour en Chine en 1907, il est nommé au poste de responsable des Affaires étrangères du vice-roi du Zhili (en).
Après l'établissement de la République de Chine, il est envoyé en France en 1913. À son retour, sur l'ordre de Duan Qirui, il aide à établir la Banque de Chine, et en devient président en juillet 1917. Il sert comme ministre des Finances du gouvernement de Beiyang de décembre 1917 à mars 1918. En décembre 1918, il est le seul représentant du gouvernement de Beiyang à assister à une rencontre avec le gouvernement de Nankin afin d'essayer de réunifier la Chine.
Il est de nouveau ministre des Finances de juillet à août 1923 dans le gouvernement de Gao Lingwei. Cependant, la clique du Fengtian de Zhang Zuolin s'oppose fortement à Wang et il est contraint de démissionner une semaine plus tard. Il redevient ministre des Finances grâce au soutien de Cao Kun de la clique du Zhili de novembre 1923 à octobre 1924. Durant cette période, il supervise également les opérations de plusieurs autres banques, comme la Banque de Tianjin (en).
Après le succès de l'expédition du Nord de Tchang Kaï-chek, un mandat d'arrêt est publié par le Kuomintang contre Wang qui fuit à Dalian dans le territoire japonais du Guandong.
En 1931, Wang Kemin retourne à Pékin lorsque Zhang Xueliang prend le contrôle de la province du Hebei, et devient membre du comité des Finances de Pékin. Il devient maire de Tianjin en 1932. En 1935, Wang est membre du gouvernement du Hebei du Kuomintang et a un poste dans le comité des affaires gouvernementales du Nord-Est, dans le comité des affaires gouvernementales de Pékin, et d'autres postes importants. Il se retire cependant à Shanghai en 1935.
Après le déclenchement de la seconde guerre sino-japonaise en 1937, l'armée impériale japonaise prend rapidement le contrôle du Nord de la Chine, et le quartier général impérial japonais autorise la création d'un régime collaborationniste dans le cadre d'une stratégie d'établir une zone tampon entre la Chine et leur nouvel État du Mandchoukouo. Ce gouvernement provisoire de la République de Chine (en) est fondé à Pékin avec Wang pour président, le 14 décembre 1937. Le gouvernement a le contrôle nominal sur les provinces du Hebei, du Shandong, du Shanxi, du Henan et du Jiangsu. Mais ses activités sont étroitement supervisées par des conseillers fournis par l'armée régionale japonaise de Chine du Nord. L'échec des Japonais à donner une réelle autorité au gouvernement provisoire les discrédite aux yeux de la population locale, et ils n'en font qu'un instrument de propagande.
Le gouvernement provisoire est, avec le gouvernement réformé de la République de Chine, absorbé par le gouvernement nationaliste de Nankin de Wang Jingwei le 30 mars 1940, mais il reste en pratique virtuellement indépendant sous le nom de « Conseil politique du Nord de la Chine » jusqu'à la fin de la guerre. Wang Kemin reste président ainsi que ministre des Affaires internes dans le gouvernement nationaliste de Nankin.
Wang est arrêté par le gouvernement de la République de Chine après la reddition japonaise et jugé pour trahison. Il se suicide avant la fin de son procès le 25 décembre 1945.